# 천청석

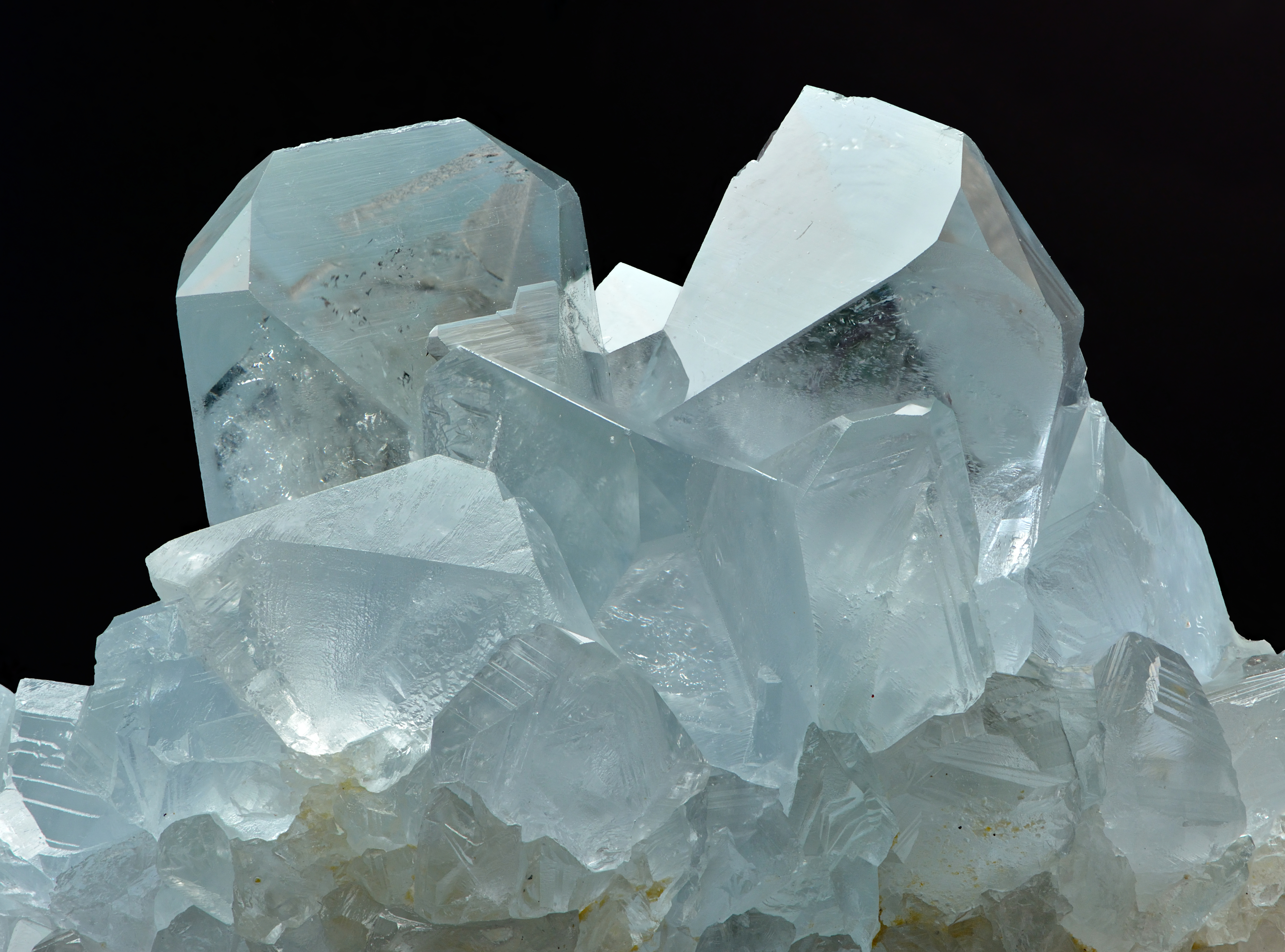

천청석(天靑石, celestine, celestite)은 황산 스트론튬 광물이다. 섬세한 청색을 띠며, 불꽃놀이나 합금 제작에 쓰이는 스트론튬 원소를 뽑아내는 주 원료이다.

## 같이 보기
- 광물 목록